# CODM Meknès
Der Club Omnisports De Meknès, abgekürzt mit CODM ist ein marokkanischer Fußballverein aus Meknès, der 2010/11 Meister der zweitklassigen GNF 2 wurde und die Rückkehr in die höchste marokkanische Liga, die GNF 1, schaffte.
In der Saison 1994/95 gelang COD Meknès, gerade erst aufgestiegen in die GNF 1, sensationell der Gewinn der marokkanischen Meisterschaft vor Olympique Casablanca. In den folgenden zehn Jahren hielt sich der Verein im Mittelfeld der Tabelle. 2008 musste man als Tabellenletzter den Gang in die Zweitklassigkeit antreten, 2011 kehrte CODM als Meister der 2. Liga in Marokkos höchste Spielklasse zurück.

## Trainer
- Aziz Al-Khayati
- Abderrahim Talib (seit 2012)

## Erfolge
- Marokkanischer Meister: 1995
- Marokkanischer Zweitligameister: 2011, 2024
- Marokkanischer Pokalsieger: 1966
- Marokkanischer Pokalfinalist: 1981

## Bekannte Spieler
- Fousseni Kamissoko (äquatorial-guineischer Nationalspieler)
- Philippe Souanga (ehemaliger ivorischer Nationalspieler)
- Ibrahima Sory Camara (guineischer Nationalspieler)
- Pape N'Diaye Moudo (senegalesischer Nationalspieler)

## Präsidenten
- Mohamed Lamrabet
- Ba Hamid sidi Lahlou
- Idriss el-Alami
- Saleh Rhalaf
- Haj Mohamed Benabdeljalil
- Haj Salam Bennouna
- Abdelnabi Terrab
- Kamal el-Mandri
- Moulay Abdelrahman el-Bachiri
- Mustapha el-Baz
- Nourredine Kendouci
- Idriss el-Alami
- Abdelaziz Rehioui
- Idriss el-alami
- Mohamed Saâdallah
- Hassan el-Mahmoudi
- Haj Mohamed Keddari
- Mohamed Saâdallah